# Balkan International Basketball League 2018-2019
La Balkan International Basketball League 2018-2019 è la 11ª edizione della Lega Balcanica. La vittoria finale fu ad appannaggio dei macedoni del Blokotehna, al primo successo, sugli albanesi del Teuta Durazzo.

## Squadre partecipanti
| Bulgaria - Beroe - Akademik Plovdiv | Macedonia del Nord - Blokotehna - Kožuf | Albania - Teuta Durrës | Kazakistan - Barsy Atyrau | Kosovo - Bashkimi |

Originariamente dovevano partecipare alla competizione otto squadre, ma a gennaio il KB Prishtina decise di ritirare la sua partecipazione alla competizione a seguito del contemporaneo impegno in FIBA Europe Cup.

## Regular season
|    | Squadra          | G  | V  | P  | PF   | PS   | Dif  | P.ti | Qual.      |
| -- | ---------------- | -- | -- | -- | ---- | ---- | ---- | ---- | ---------- |
| 1. | Beroe            | 12 | 11 | 1  | 1156 | 925  | +231 | 23   | Final Four |
| 2. | Blokotehna       | 12 | 9  | 3  | 1029 | 905  | +124 | 21   | Final Four |
| 3. | Akademik Plovdiv | 12 | 8  | 4  | 1067 | 910  | +157 | 20   | Final Four |
| 4. | Teuta Durrës     | 12 | 8  | 4  | 953  | 977  | -24  | 20   | Final Four |
| 5. | Kožuf            | 12 | 3  | 9  | 918  | 984  | -66  | 15   |            |
| 6. | Bashkimi         | 12 | 2  | 10 | 889  | 1162 | -273 | 14   |            |
| 7. | Barsy Atyrau     | 12 | 1  | 11 | 859  | 1008 | -149 | 13   |            |

## Final Four
|  | Semifinali       | Semifinali       | Semifinali   |              |            | Finale             | Finale             | Finale             |  |
|  |                  |                  |              |              |            |                    |                    |                    |  |
|  | Blokotehna       | Blokotehna       | 79           |              |            |                    |                    |                    |  |
|  | Blokotehna       | Blokotehna       | 79           |              |            |                    |                    |                    |  |
|  | Akademik Plovdiv | Akademik Plovdiv | 74           |              |            |                    |                    |                    |  |
|  | Akademik Plovdiv | Akademik Plovdiv | 74           |              | Blokotehna | Blokotehna         | 82                 |                    |  |
|  |                  |                  |              |              | Blokotehna | Blokotehna         | 82                 |                    |  |
|  |                  |                  | Teuta Durrës | Teuta Durrës | 68         |                    |                    |                    |  |
|  | Beroe            | Beroe            | Teuta Durrës | Teuta Durrës | 68         | 68                 |                    |                    |  |
|  | Beroe            | Beroe            |              |              |            | 68                 |                    |                    |  |
|  | Teuta Durrës     | Teuta Durrës     | 80           |              |            | Finale terzo posto | Finale terzo posto | Finale terzo posto |  |
|  | Teuta Durrës     | Teuta Durrës     | 80           |              |            |                    |                    |                    |  |
|  |                  |                  |              |              |            |                    |                    |                    |  |
|  |                  |                  |              |              |            | Akademik Plovdiv   | Akademik Plovdiv   | 86                 |  |
|  |                  |                  |              |              |            | Akademik Plovdiv   | Akademik Plovdiv   | 86                 |  |
|  |                  |                  |              |              |            | Beroe              | Beroe              | 57                 |  |

| Balkan International Basketball League 2018-2019 |
| ------------------------------------------------ |
| Blokotehna 1º titolo                             |

## Squadra vincitrice
|    | Naz.                          | Ruolo | Sportivo             | Anno | Alt. | Peso |  |
| -- | ----------------------------- | ----- | -------------------- | ---- | ---- | ---- |  |
| 0  | Stati Uniti (bandiera)        | A     | Brandon Penn         | 1990 | 203  | 96   |  |
| 6  | Macedonia del Nord (bandiera) | P     | Dimitar Lazarevski   | 1999 | 179  | 75   |  |
| 8  | Macedonia del Nord (bandiera) | P     | Petar Nikolić        | 1993 | 189  | 95   |  |
| 9  | Macedonia del Nord (bandiera) | AG    | Dimitar Delipetrov   | 1992 | 203  | 101  |  |
| 10 | Macedonia del Nord (bandiera) | P     | Marjan Mladenović    | 1987 | 178  | 85   |  |
| 14 | Macedonia del Nord (bandiera) | AP    | Ilija Kolev          | 1996 | 194  | 97   |  |
| 17 | Serbia (bandiera)             | AC    | Božo Đumić           | 1992 | 208  | 115  |  |
| 18 | Macedonia del Nord (bandiera) | AP    | Aleksandar Kolev     | 2000 | 195  | 90   |  |
| 19 | Macedonia del Nord (bandiera) | G     | Goran Glavchev       | 1993 | 191  | 90   |  |
| 22 | Serbia (bandiera)             | AC    | Danilo Mijatović     | 1983 | 206  | 113  |  |
| 23 | Macedonia del Nord (bandiera) | AP    | Vojche Lefkoski      | 1991 | 194  | 95   |  |
| 28 | Macedonia del Nord (bandiera) | AG    | Stevan Gligorijevikj | 1997 | 205  | 99   |  |
|    | Macedonia del Nord (bandiera) | ALL   | Marjan Ilievski      |      |      |      |  |